# Classic Haribo
Le Classic Haribo fut jusqu'en 2006 une course cycliste d'un jour, une classique, se disputant en France en tout début de saison. Elle reliait la ville d'Uzès à Marseille. Cette course était inscrite au programme de la Coupe de France de cyclisme sur route.

## Palmarès
| Année | Vainqueur         | Deuxième                 | Troisième            |
| ----- | ----------------- | ------------------------ | -------------------- |
| 1994  | Erik Zabel        | Djamolidine Abdoujaparov | Johan Museeuw        |
| 1995  | Giuseppe Citterio | Giovanni Fidanza         | Johan Museeuw        |
| 1996  | Laurent Jalabert  | Gianluca Pianegonda      | Servais Knaven       |
| 1997  | Frédéric Guesdon  | Jaan Kirsipuu            | Simone Zucchi        |
| 1998  | Lauri Aus         | Stuart O'Grady           | Jaan Kirsipuu        |
| 1999  | Stuart O'Grady    | Beat Zberg               | Alexandre Vinokourov |
| 2000  | Jaan Kirsipuu     | Laurent Brochard         | Romāns Vainšteins    |
| 2001  | Hans De Clercq    | Eddy Seigneur            | Paul Van Hyfte       |
| 2002  | Jaan Kirsipuu     | George Hincapie          | Enrico Cassani       |
| 2003  | Jaan Kirsipuu     | Lars Michaelsen          | Max van Heeswijk     |
| 2004  | Thor Hushovd      | Gabriele Balducci        | Sébastien Hinault    |
| 2005  | Gorik Gardeyn     | Lilian Jégou             | Alessandro Ballan    |
| 2006  | Arnaud Coyot      | Thor Hushovd             | Mauro Facci          |